# لوسیانو نوبیلی
لوسیانو نوبیلی (انگلیسی: Luciano Nobili; ۳۰ ژانویهٔ ۱۹۳۳ – ۱۰ دسامبر ۲۰۱۶) بازیکن فوتبال اهل ایتالیا بود.
از باشگاه‌هایی که در آن بازی کرده‌است می‌توان به باشگاه فوتبال رجانا، باشگاه فوتبال پالرمو، و باشگاه فوتبال دلفینو پسکارا اشاره کرد.